# Volvo Serie 900
La serie 900 è un'automobile prodotta dalla Volvo tra il 1990 ed il 1998.

## La genesi
Dopo il successo, soprattutto nelle versioni station wagon delle 740/760, la 
Casa di Göteborg, aveva l'esigenza di approntare un nuovo modello di fascia alta per gli anni novanta.
Le linee tese e spigolose dei modelli precedenti erano diventate quasi un marchio di fabbrica per la Volvo e rispecchiavano le caratteristiche di affidabilità, solidità e sicurezza intrinseche nelle sue automobili. Non era necessario, quindi, cambiare direzione.
Venne conservato il pianale e gran parte della meccanica delle 740/760, ma con modifiche sostanziali. Nuova era, ad esempio, la sospensione posteriore a ruote indipendenti con bracci multipli sulla berlina, mentre sulla station wagon era mantenuto il ponte rigido della serie 700, e nuovi erano i motori (della generazione dei  modulari a 4, 5 o 6 cilindri in linea) con 4 valvole per cilindro e distribuzione bialbero.
Anche la carrozzeria conservava la parte centrale delle precedenti 740/760, ma anche qui con modifiche rilevanti. Sulla berlina venne completamente ridisegnata la coda e anche il montante posteriore, che venne reso più inclinato per raccordarsi meglio con la parte posteriore, ora molto più alta. Il frontale venne reso più spiovente ed ottenne nuovi fari (più sottili), una nuova calandra e un diverso cofano motore. Anche i paraurti erano nuovi e meglio integrati nel disegno complessivo. Totalmente ridisegnati anche gli interni, improntati ai più elevati standard di sicurezza dell'epoca (poggiatesta attivi, cintura posteriore centrale con pretensionatore, seggiolino per bambini integrato nei sedili).
In considerazione del maggior successo ottenuto, la station wagon, che condivideva tutte le altre modifiche apportate alla berlina (frontale, paraurti, interni, sospensioni, motori, sicurezza), conservava la coda del modello precedente.
Il primo modello della serie ad esordire sul mercato, nell'agosto del 1990, fu la 960.

## La 960 e le S90/V90
La 960, berlina e station wagon, prese il posto, nel '90, della 760.
Al momento del debutto, le uniche versioni disponibili in Italia erano tre: una diesel, spinta dal classico 6 cilindri in linea turbodiesel da 2.400 cm³ e due a benzina: quella spinta da un 4 cilindri 16 valvole turbocompresso da 1986 cm³, alimentato a benzina da 190 cavalli, dotato di marmitta catalitica e contralberi di equilibratura, e quella spinta dal nuovo motore 6 cilindri in linea 24 valvole di 2922 cm³, da 204 cv alimentato ad iniezione, anch'esso dotato di marmitta catalitica, ed abbinato, però, unicamente ad un nuovo cambio automatico a 4 rapporti idraulico a controllo elettronico.
A richiesta era previsto sulle altre due motorizzazioni anche il cambio automatico, ma di tipo tradizionale.

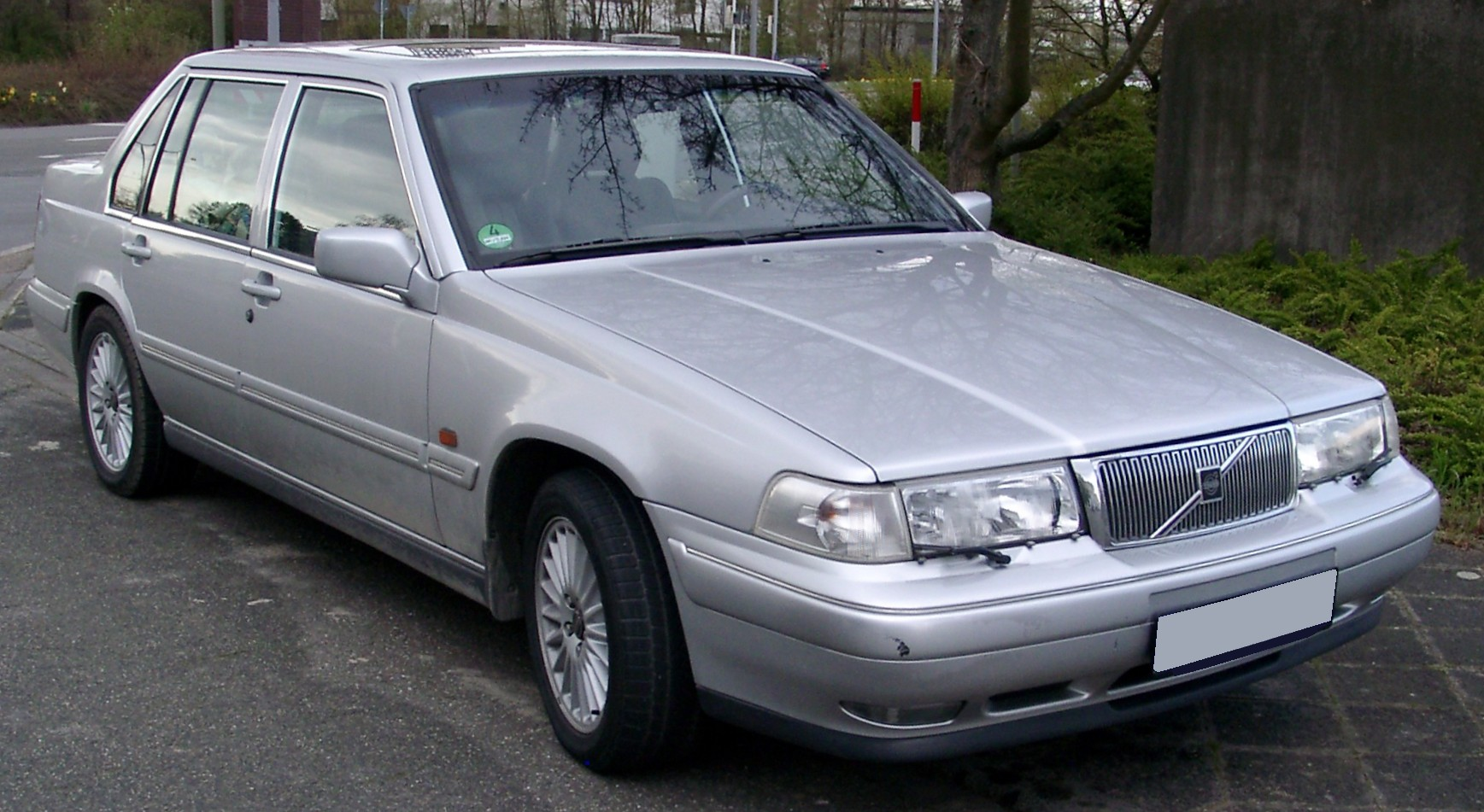
Volvo 960 dopo il restyling del 1995

Su altri mercati europei c'era anche la versione 2.3 Turbo, equipaggiata con un 4 cilindri monoalbero 8 valvole turbo-compresso di 2316 cm³ da 185 CV (derivato dalla generazione precedente di motori), abbinato alla trasmissione manuale.
Nel 1995 la 960 venne sottoposta ad un consistente restyling, che ne modificò il frontale (totalmente ridisegnato), i paraurti (più integrati nella carrozzeria ed in tinta) e gli interni.
La 2.3 Turbo venne rimpiazzata dalla 2.5 24v, mossa da un 6 cilindri bialbero 24 valvole, derivato da quello della 2.9 24v, di 2473 cm³ da 170 CV ed equipaggiata con cambio manuale a 5 marce. Questa versione, assieme alla 2.9 24v Automatica, veniva venduta anche in Italia.
Nel dicembre 1996, a seguito della nuova politica di rinnovamento delle sigle Volvo, la 960, senza modifiche di rilievo, cambiò nome in S90 (berlina) e V90 (station Wagon).
Il modello uscì di listino nel 1998, rimpiazzato dalla S80, un'auto totalmente nuova.

## La 940 e la Polar II

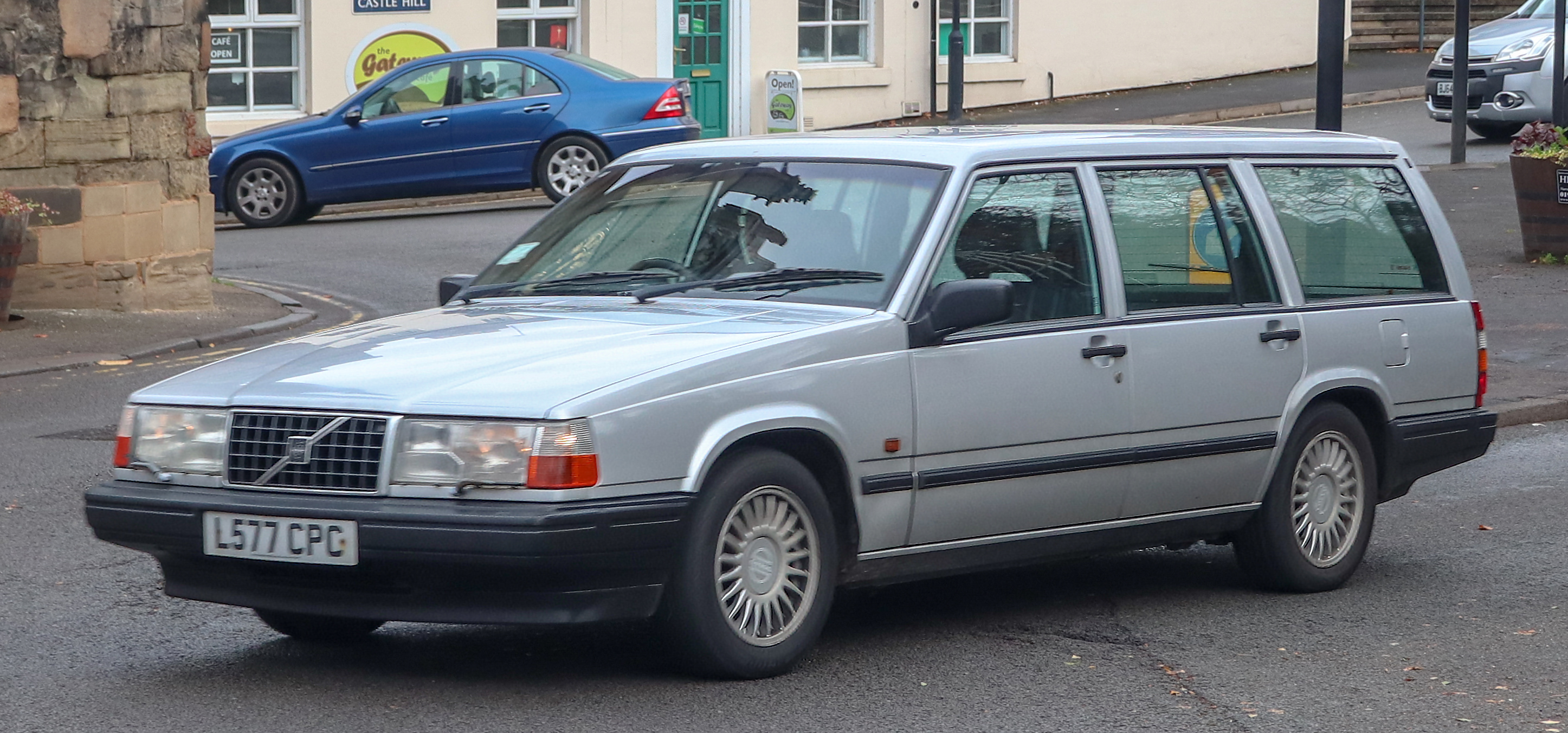
Volvo 940 Wagon 2.0 GLE Turbo del 1993

La 940, berlina o station wagon, venne lanciata nell'autunno del '90 per sostituire la 740. Come nel caso del modello precedente, la 940 era una versione semplificata (nell'allestimento interno ed esterni) ed economica (nella scelta dei motori) della 960. I propulsori derivavano da quelli montati sulla 740, pur con le necessarie modifiche per l'adozione dei dispositivi antinquinamento.
Tra i motori a benzina per l'Italia c'era il 4 cilindri di 1986 cm³ a iniezione in varie configurazioni (monoalbero aspirato 8 valvole da 112 CV, 8 valvole turbo da 155 CV e bialbero 16 valvole turbo da 200 CV), mentre  tra i diesel c'era il noto 6 cilindri di 2383 cm³ (di origine Volkswagen) turbo-compresso da 122 CV, migliorato in varie componenti per ridurre la fumosità da cui era cronicamente afflitto.
Sui mercati europei era disponibile al posto del 2 litri un 2,3 litri a benzina, nelle stesse configurazioni.
Nel 1993, a seguito del lancio della 850, la gamma italiana della 940 venne ridotta a 2 sole versioni, tutte con carrozzeria station wagon: la 2.0 Polar e la 2.0 Super Polar, entrambe mosse dal 2 litri 8 valvole aspirato da 112 cv, oppure dal 2 litri 8 valvole turbo da 155 CV.
Il modello uscì di listino nel 1997.

## I modelli per l'Italia
- 940 2.0 GLE
- 940 2.0 16v GLT
- 940 2.0 8v Turbo
- 940 2.4 Turbodiesel GLE
- 940 2.4 Turbodiesel GLT
- 940 SW 2.0 GLE
- 940 SW 2.0 16v GLT
- 940 SW 2.0 8v Turbo
- 940 SW 2.4 Turbodiesel GLE
- 940 SW 2.4 Turbodiesel GLT
- 940 SW 2.0 Polar
- 940 SW 2.0 Super Polar
- 960 2.0 16v Turbo
- 960 2.9 24v Automatica
- 960 2.4 Turbodiesel
- 960 SW 2.9 24v Automatica
- 960 SW 2.0 16v Turbo
- 960 SW 2.4 Turbodiesel
- 960 (Restyling) 2.5 24v
- 960 (Restyling) 2.9 24v Automatica
- 960 (Restyling) SW 2.5 24v
- 960 (Restyling) SW 2.9 24v Automatica
- S90 2.5 24v
- S90 2.9 24v Automatica
- V90 2.5 24v
- V90 2.9 24v Automatica